# Brissago
Brissago (äldre tyskt namn: Brisa) är en ort och kommun i distriktet Locarno i kantonen Ticino i Schweiz. Kommunen har 1 619 invånare (2023).
Brissago ligger vid sjön Lago Maggiore och gränsar i söder till Italien. Till kommunen hör Brissagoöarna, två mindre öar i Lago Maggiore.